# Мохаммед ибн Рашид Аль Мактум
Моха́ммед ибн Ра́шид ибн Саи́д А́ль Макту́м (араб. محمد بن راشد بن سعيد آل مكتوم‎; род. 15 июля 1949, Шиндагха, Дубай, Договорный Оман) — эмир Дубая с 4 января 2006 года. Премьер-министр Объединённых Арабских Эмиратов с 5 января 2006 года. Министр обороны с 9 декабря 1971 года. Был временно исполняющим обязанности президента ОАЭ после смерти Халифа ибн Заида Аль Нахайяна c 13 по 14 мая 2022 года.
Будучи политическим лидером, ориентированным на проведение реформ, после своего прихода к власти в 2006 году возглавил преобразование Дубая в столицу мирового уровня, и стоял у истоков создания ряда международных предприятий, включая авиакомпанию Emirates, туристический холдинг Jumeirah Group и конгломерат DP World. 
Лично контролировал создание большого количества транснациональных бизнес-проектов, имеющих решающее значение для трансформации экономики Дубая, включая строительство самого высокого здания в мире — Бурдж Халифа.

## Биография

### Ранние годы
Родился 15 июля 1949 года в городе Дубай в стране, которая тогда называлась Договорный Оман. Третий из четырёх сыновей шейха Рашида ибн Саида Аль Мактума.

### Образование
Его образование началось в четырёхлетнем возрасте с изучения азов арабского языка и ислама. В 1955 году приступил к обучению в школе «Аль Ахмадия», где изучал арабскую грамматику, английский язык, математику, географию и историю. В настоящий момент эта школа стала музеем, посвященным образованию.
9 сентября 1958 года скончался шейх Саид, его дед, и в октябре 1958 года правителем Дубая стал шейх Рашид ибн Саид, его отец. Начал серьёзную подготовку сыновей к управлению эмиратом. В связи с этим в августе 1966 года отправился в Лондон для поступления в языковую школу Белл в Кембридже.
Вернувшись в Дубай после обучения, был назначен главой полиции Дубая, а также руководителем сил обороны Дубая, которые позднее вошли в состав вооруженных сил ОАЭ. С декабря 1971 года занимает должность министра обороны Объединённых Арабских Эмиратов.

## Деловая карьера
Лично отвечал за создание и интенсивное развитие ряда компаний и ключевых активов эмирата Дубай. Ему принадлежит два многопрофильных конгломерата — Dubai World и Dubai Holding.
Dubai World открылся 2 июля 2006 года в качестве холдинговой компании, объединяющей ряд активов, включая логистическую компанию DP World, застройщика  Nakheel Properties и инвестиционную компанию Istithmar World. Имея более 50 000 сотрудников в более чем 100 городах по всему миру, у группы есть недвижимость, логистика и прочие бизнес-вклады в США, Великобритании и Южной Африке. Это является значимым фактором в стремительном экономическом росте Дубая.
Dubai Holding разрабатывает и отвечает за гостиничный бизнес, бизнес парки, недвижимость и телекоммуникацию через четыре оперативных подразделения: Jumeirah Group, TECOM Investments, Dubai Properties Group и Emirates International Telecommunications. Инвестиционные оперативные подразделения компании включают в себя Dubai Group и Dubai International Capital.
Шейх Мохаммед также ответственен за начало работы авиалиний Emirates, как и за развитие Международного аэропорта Дубая и Международного аэропорта Аль Мактум. Он также стоит у основания принадлежащей государству дешёвой компании-перевозчика FlyDubai.

### Dubai World и Dubai Holding
Компания Dubai World была создана 2 июля 2006 года в качестве холдинговой компании, объединяющей ряд активов, включая транспортную компанию DP World, строительную компанию Nakheel Properties и инвестиционное предприятие Istithmar World. Штат сотрудников предприятий в составе группы насчитывает свыше 50 000 человек в более чем 100 городах по всему миру; группа имеет интересы в секторе недвижимости, логистики и других отраслях в США, Великобритании и ЮАР.
В группу Dubai Holding входят предприятия в сфере гостеприимства, бизнес-парки, строительные и телекоммуникационные компании, объединённые в рамках четырёх операционных подразделений: Jumeirah Group, TECOM Investments, Dubai Properties Group и Emirates International Telecommunications.
Также он обладает контрольным пакетом акций компании застройщика, управляющей активами и мероприятиями, а также занимающейся инвестициями — Meraas Holding, которая на данный момент разрабатывает ряд нововведений в сфере торговли, образа жизни и тематических идей, включая Леголэнд и тематический парк фильмов Болливуда.

### Авиакомпания Emirates
На протяжении 1970-х годов, занимая должность руководителя сил обороны Дубая и министра обороны ОАЭ, в числе прочего, руководил развитием гражданской авиации Дубая. В марте 1985 года поставил перед Морисом Фленеганом, в тот момент возглавлявшим национальный комитет по туризму Дубая, задачу по запуску новой авиакомпании под названием Emirates Airline. Фленеган обозначил стартовый бюджет в десять миллионов долларов, требуемая сумма была выделена, и работа над созданием Emirates Airline началась. Первый рейс авиакомпании состоялся уже в октябре 1985 года.
По утверждению Фленегана, за исключением первоначальных $10 млн, государство не выделило на развитие Emirates Airline ни дирхама; тем не менее, в последующие годы Emirates Airline превратилась во влиятельный конгломерат в сфере авиаперевозок, путешествий и туризма, известный во всем мире.
Помимо создания Emirates Airline, также стоял у истоков создания первой бюджетной авиакомпании Дубая FlyDubai.

### Dubai Ports World
В 1991 году объединил порт Джебель-Али вместе с находящейся на территории порта зоной свободной торговли и порт Рашид, создав Управление по делам портов Дубая. В 1999 году он учредил компанию Dubai Ports International, которая в 2005 году вместе с Управлением по делам портов Дубая была преобразована в портового оператора DP World.
Цель по превращению компании DP World в значимого игрока мирового рынка была достигнута достаточно быстро. Оперируя через свой основной порт в Дубае, компания сумела заложить мощную основу своей деятельности. Менее чем за четыре года группа DP World смогла войти в тройку лидеров среди портовых операторов мира, поднявшись с позиций компании регионального уровня. Подобный рост отчасти стал возможен благодаря удачно проведенной сделке по приобретению группы компаний P&O Group.

### Отель Бурдж-Аль Араб
Идея постройки «самого шикарного отеля в мире» — Бурдж-Аль Араб — пришла лично ему в голову в 1995 году, а торжественное открытие отеля состоялось уже в декабре 1999 года. Отель был построен по проекту архитектурного бюро WS Atkins.
Отель входит в туристическую группу Jumeirah, ставшую частью холдинга Dubai Holding в 2004 году. Группа управляет 22 отелями в 10 странах, включая ОАЭ, Мальдивы, Кувейт, Китай, Италию и Великобританию. Отели Jumeirah считаются одними из наиболее роскошных учреждений гостеприимства в мире.

### Dubai Internet City и TECOM
Dubai Internet City (сокращено DIC) — свободная экономическая зона Дубая, созданная в 1999 году под управлением входящего в группу Dubai Holding застройщика TECOM Investments как часть проекта по развитию бизнеса информационных технологий в Дубае и на всем Ближнем Востоке. В настоящее время на территории Dubai Internet City зарегистрировано более 1100 компаний. В ноябре 2000 года правительство Дубая создало по соседству с Dubai Internet City свободную экономическую зону Dubai Media City, служащую отправной точкой для развития средств массовой информации ОАЭ, которая стала региональным центром размещения информационных агентств, издательств, интерактивных СМИ, а также организаций, занимающихся рекламной, производственной и вещательной деятельностью. Запуск DIC произошел с заверениями от Шейха Мохаммеда о свободе в медиа. В 2007 году он подписал указ о запрете тюремного заключения журналистов вслед за происшествием, в котором местных журналистов обвинили в клевете и приговорили к тюрьме.
На данный момент более 1600 компаний зарегистрированы в Dubai Internet City, включая Fortune 500 companies, Microsoft, Oracle, Sony Ericsson и Cisco. С момента своего основания район привлёк более 8 миллиардов дирхам ОАЭ.
Ряд других бесплатных территорий, связанных с медиа и технологиями был основан холдинговой компанией TECOM в Дубае, включая: Международную зону создания медиа, Дубайский силиконовый оазис, Дубайский студийный район, Дубайский район здравоохранения, Дубайский индустриальный район и Dubai Knowledge Village.

### Острова Пальм
Проект создания архипелага искусственных островов под общим названием «Острова Пальм» (Palm Islands), являющихся одной из самых интересных достопримечательностей Объединённых Арабских Эмиратов, реализуется компанией Nakheel Properties. Изначально предполагалось, что архипелаг будет состоять из трех намывных островов в Персидском заливе — «Пальмы Джумейра» (Palm Jumeirah), «Пальмы Джебель Али» (Palm Jebel Ali) и «Пальмы Дейра» (Palm Deira); позднее «Пальма Дейра» была выделена в отдельный проект под названием Острова Дейра. Помимо этих островов, в январе 2008 года был завершен ещё один архипелаг у побережья Эмиратов под названием «Мир» (The World), имитирующий очертания материков планеты Земля. Когда все запланированные на данный момент острова Дубая будут построены, территория эмирата увеличится более чем на 500 квадратных километров.

### Бурдж-Халифа
4 января 2010 года возглавил церемонию торжественного открытия небоскреба Бурдж-Халифа, на текущий момент являющегося самым высоким зданием в мире. Высота готового сооружения составила 828 метров при 163 этажах (не включая технические уровни). Бурдж-Халифа является ключевой частью делового центра Дубая, общая стоимость строительства которого составила 20 миллиардов долларов США. По его словам, строительство здания является «национальным достижением, этапом в истории и ключевым событием с экономической точки зрения. Это символ гордости не только ОАЭ, но и всего арабского народа».

## Благотворительная работа
Аль Мактум профинансировал операцию по разделению сиамских близнецов из Ирака, Хассана и Хуссейна Гази, которых он навестил в Новом Госпитале Дубая после их перелёта в ОАЭ в 2002 году.
Успешная операция принесла международное внимание сфере здравоохранения Дубая. Детям поменяли имена на Рашида и Хамдана в честь Аль Мактума. Аль Мактум и его брат Шейх Хамдан ибн Рашид приняли медиков, ответственных за операцию, у себя во дворце.
После войны в Боснии, пострадавших от которой семья Мактум доставляла в Эмираты на госпитализацию, Аль Мактум пожертвовал деньги региону для проведения реконструкции.

## Политическая деятельность и реформы
Был назначен кронпринцем Дубая 3 января 1995 года шейхом Мактумом ибн Рашидом Аль Мактумом.
В 2001 году, в рамках политики нулевой терпимости к коррупции в правительстве, по обвинению в коррупции были арестованы глава таможенного отделения Дубая Обайд Сакр Бузит и два его старших помощника. Арест стал заключительным этапом двухлетнего расследования дела, проходившего под личным контролем шейха Мохаммеда, занимавшего пост Министра обороны ОАЭ. Позднее началось расследование в отношении финансовых махинаций государственной компании по операциям с недвижимостью
Deyaar.
Главный исполнительный директор компании был приговорен к 10 годам лишения свободы за злоупотребление полномочиями и присвоение 30 млн дирхам.
В 2005 году была открыта Школа государственного управления Мохаммеда ибн Рашида — образовательное и научно-исследовательское учреждение, в сферу исследований которого вошли государственная политика и государственное управление в ОАЭ и арабских странах, а в цели — содействие распространению высшего уровня мастерства государственного управления и повышение потенциала региона в части проведения эффективной государственной политики.
Работая по направлению к этой цели, школа поддерживает связи и сотрудничает с региональными и глобальными учреждениями в своих исследовательских и тренировочных программах, а также организует управленческие форумы и международные конференции, чтобы содействовать обмену идей и продвигать критические обсуждения об общественном управлении в арабской культуре.
Школа поддерживает исследовательские и образовательные программы, включая: поданные на рассмотрение исследовательские и магистерские дипломы в общественном управлении и руководстве; исполнительное образование для старших должностных лиц и управленцев; и познавательные форумы для учёных и политических деятелей.
4 января 2006 года уже почти 10 лет практически правивший городом, стал официальным эмиром Дубая — скончался его старший брат, шейх Мактум ибн Рашид Аль Мактум. Днём позже волей президента ОАЭ был выдвинут на должности вице-президента и премьер-министра страны; предложение президента было почти сразу одобрено членами федерального национального совета страны.
В 2016 году находясь на посту премьер-министра ОАЭ, объявил об учреждении в правительстве страны двух новых должностей — министра счастья, деятельность которого должна быть направлена на «создание общественного блага и удовлетворения», и министра толерантности, являющейся, по словам шейха, «фундаментальной общественной ценностью в ОАЭ».

## Помощь Палестине
Шейх Мохаммед сделал ряд благотворительных пожертвований на нужды Палестины в её борьбе против Израиля. Одним из таких пожертвований стало предоставление 600 домов Газе после Операции «Литой Свинец», когда Шейх отменил новогодние празднования и официальное открытие Дубайского фестиваля шоппинга, чтобы выразить солидарность гражданам Палестины, а также выделить пожертвования беженцам исхода палестинцев в 1948 году. В ответ на широко распространённую реакцию на эти события, а также массовый поток пожертвований от жителей Эмиратов, он также посвятил свою победу и призовые деньги с соревнований в Бахрейне 10 января 2009 года жителям Палестины.
Он также часто упоминал о необходимости стремиться к сосуществованию двух государств и решить проблему Палестины перед любой нормализацией отношений с Израилем.

## Авраамский мирный договор
В августе 2020 года Израиль и ОАЭ вошли в Израильско-эмиратский мирный договор при посредничестве администрации Дональда Трампа в США.
В октябре 2021 года Совет министров ОАЭ, объявил, что он принял предложение Израиля о мире, официально нормализуя отношения.
Возглавляемый совет одобрил решение открыть посольство Эмиратов в Тель-Авиве в январе. В феврале 2021 года привёл к присяге первого посла Эмиратов в Израиле, Махмуда Аль Кхаджаха.

## Дубайская программа совершенствования правительственных структур
В 1997 году дал старт Дубайской программе совершенствования правительственных структур и Дубайская награда оценки деятельности правительства, что установило международные стандарты качества для правительственных отделов. Программа обязательна для правительственных отделов в Эмиратах.

## Дубай 2040
13 марта 2021 года объявил о запуске городского генерального плана Дубай 2040, плана о реконструкции, целью которого является проложить дорогу для жилищного и экономического развития в городе, увеличить общественные пляжные территории, а также перевести основную часть Дубая в природные резервы из-за прогнозируемого роста городского населения до 5,8 миллионов человек к тому времени. Этот план уже седьмой такого рода в истории города, и его целью является увеличение использования общественного транспорта, и увеличение интереса инвесторов в Дубае, с упором на пять городских центров, включая Дейру и Бур Дубай, а также три новых.

## Дубайские женские учреждения
Подписал закон № (24) в 2006 году, чтобы сформировать Дубайское учреждение для женского развития, переименованный законом (36) 2009 года в Дубайское женское учреждение, который продвигает женщин на руководящих ролях в ОАЭ, борется с проблемами гендерного равенства на рабочих местах, и развивает женские профессиональные навыки в ОАЭ.
В 2015 году подписал указ № (6) формируя совет директоров для учреждения. Его возглавляет его старшая дочь Манал бинт Мохаммед.

## Столетие ОАЭ в 2071 году
В марте 2017 года объявил о пятидесятилетней государственной стратегии, которая называется проект «Столетие ОАЭ 2071». В рамках этого проекта будут проведены попытки по тому, чтобы сделать «ОАЭ лучшей страной в мире к 2071 году», ко времени столетия с её основания. Проект распланировали с фокусом на образовании, экономике, государственном развитии и общественном единстве. В октябре 2017 года объявил о начале стратегии ОАЭ по развитию искусственного интеллекта, первой части проекта. Запуск проекта произошел в ноябре 2018 года, в его рамках началась работа по семи разным стратегиям.

## Марсианская миссия Эмиратов
Аль Мактум основал одноимённый Космический центр Мохаммед ибн Рашид в 2015 году. Центр заявил, что будет проводить запуск в космос к Марсу для изучения атмосферы планеты. Аль Мактум сказал, что планета была выбрана из-за этого «эпического испытания», добавив, что это внесёт большой вклад в экономику Эмиратов. После общественного голосования в 2015 году Аль Мактум объявил, что название космической миссии — Надежда, сообщив, что это будет «посланием, преисполненным оптимизма, для миллионов молодых арабов». добавляя: «Арабская цивилизация однажды уже сыграла важную роль во внесении вклада к человеческому знанию, и сыграет эту роль вновь». Зонд миссии Надежда был отправлен в июле 2020 года.
9 февраля 2021 года Аль Мактум объявил об успехе миссии по достижении орбиты Марса, поздравив центр. Неделей позже, Аль Мактум поделился первым изображением, захваченным Надеждой, в Twitter; зонд был первым добравшимся из всех трёх запусков к Марсу в июле 2020 — два других были отправлены США и Китаем. Это стало первой арабской космической миссией. В апреле 2021 года Аль Мактум объявил состав второй партии программы астронавтов ОАЭ, включая первую арабскую женщину-астронавта, Нору Аль Матруши.

## Деловая карьера
Мактум на саммите ВЭФ по глобальной повестке в 2008 году.
Шейх Мохаммед ответственен за создание и рост ряда бизнесов и экономических активов Дубая, некоторое число которых принадлежат двум компаниям, которыми он владеет: Dubai World и Dubai Holding.

## Дубайский обмен золотом и товарами
Аль Мактум открыл Дубайский обмен золотом и товарами (DGCX) в 2005 году в качестве торговой площадки для обмена электронными товарами и производными, это стало первым таким событием на Ближнем Востоке. Им владеет правительство Дубая.
Его торговая площадка, Торговая Платформа EOS, была запущена в марте 2013 года. В 2019 году было объявлено, что в общем было заключено 23,06 миллиона контрактов.
На 2019 год более 4000 компаний работают в золотом секторе Дубая, а общие продажи золота и драгоценных камней достигли 74,6 миллионов долларов в 2018 году.

## Запуск авиалиний Emirates
На протяжении 1970-х годов, выполняя свои обязанности в роли руководителя Сил Защиты Дубая и министра обороны ОАЭ, Шейх Мохаммед курировал энергетические ресурсы Дубая и был ответственен за Дубайскую гражданскую авиацию. Именно в последней роли в марте 1985 года он дал задание главе Дубайского национального агентства воздушного туризма, Морису Флэнегану, запустить новую авиалинию под названием Emirates после разногласий с компанией Gulf Air по поводу Дубайской политики «открытого неба». Начальный бюджет авиалинии равнялся 10 миллионам долларов (именно такое количество запросил Флэнэган для запуска её работы), а первый полёт состоялся 25 октября 1985 года. Шейх Мохаммед назначил своего (младшего) дядю Ахмеда ибн Саида председателем новой компании. Впоследствии было выделено ещё 75 миллионов долларов в виде средств и материалов, но Emirates стоит на том.
В 1989 году Шейх Мохаммед провёл первое Воздушное шоу Дубая: в 2013 году выставка разрослась так, что в ней участвуют более 1000 компаний представителей, а также на ней представлен крупнейший заказ самолётов Emirates в истории, суммарно выходя в 99 миллиардов долларов от Airbus за их A380 и Boeing за их 777X.

## Международный аэропорт Дубая
Международный аэропорт Дубая был основан в 1959 году отцом Аль Мактума Шейхом Рашидом, но расширился под управлением Аль Мактума. В это время открылся Терминал 3 и сектора А и B, как и специальное место для самолёта Airbus A380. Аэропорт также является базой для бюджетной компании-перевозчика FlyDubai.
В 2013 году вклад аэропорта в бюджет ОАЭ составил более 26 миллиардов долларов, что примерно равняется 27 % от ВВП, а также предоставил (416 500 рабочих мест) место для работы почти для 21 % рабочей силы ОАЭ. В 2020 году Аль Мактум отпраздновал присуждение титула самого занятого аэропорта Международному аэропорту Дубая, до 2014 года этот титул принадлежал аэропорту Хитроу. В декабре 2018 году он отметил прибытие миллиардного пассажира в аэропорт, половина этого числа пассажиров прибыла в Дубай с 2011 года.

## Международный аэропорт Аль Мактум
Международный аэропорт Аль-Мактум, также известный как Dubai World Central, начал свою работу в июне 2010 года и открылся для пассажиров в октябре 2013 года. Равняясь по площади в 54 квадратные мили, аэропорт был сооружен как главная точка для специально сооруженного «города-аэропорта» Dubai World Central на Джебель Али.
Шейх Аль Мактум начал первую стадию в июле 2010 года, открыл аэропорт в 2013 и подписал планы по дизайну в 2014.
Аэропорт задуман быть самым большим в мире; первое расширение в планах позволит принимать 120 миллионов пассажиров и 100 крупнейших Airbus A380. На пределе возможностей аэропорта прогнозируется вмещаемость от 160 до 260 миллионов пассажиров, а также 12 миллионов тонн груза. В 2018 году планы по расширению были отложены.
Ожидаемая стоимость проекта — 80 миллиардов долларов.

## FlyDubai
FlyDubai была первой бюджетной авиалинией, основанной в Дубае. Аль Мактум одобрил название в 2008 году; в новостных статьях заявлялось, что полёты FlyDubai будут отдельными от авиалинии Emirates. Первый полёт состоялся 1 июня 2009, конечной точкой был Бейрут. В следующем году бюджет авиалинии был удвоен.
FlyDubai — единственный перевозчик в ОАЭ, использующий самолёты 737 Max. В 2019 году авиалиния отметила десятилетний юбилей и обслуживание 70 миллионов пассажиров.
Как и авиалиния Emirates, FlyDubai принадлежит государственной Инвестиционной корпорация Дубая.

## Dubai Industrial City
Dubai Industrial City (DIC) является особой частью Dubai Wholesale City, предназначенной для ускорения работы индустриального сектора ОАЭ. Он открылся по указу Аль Мактума, когда он был кронпринцем Дубая. В 2006 году проект начал работу над планом по привлечению 436 миллионов долларов.и в 2009 году было создано уже 64 новые выставочные комнаты.
В 2015 году сектор объявил о 59 % увеличении доходов по сравнению с предыдущим годом. В 2020 году DIC использовал возможности своей вместимости, чтобы оказать гуманитарную помощь в рамках пандемии Ковид-19. В марте 2021 года Аль Мактум запустил операцию 300bn для увеличения вклада сектора в ближайшие 10 лет.

## Dubai Ports World
В 1991 году Шейх Мохаммед произвёл слияние порта Джебель Али, Свободной Зоны и порта Рашид, чтобы образовать Портовую администрацию Дубая. В 1999 он основал Dubai Ports International чтобы изучить возможности для приобретений и заключений контрактов с другими странами. Позже его поглотила Портовая администрация Дубая, чтобы сформировать DP World.
В 2006 году компания приобрела P&O за 7 миллиардов долларов. Покупка привела к скандалу вокруг DP World после того как ряд политиков и лоббистов из США выразили опасения в связи с безопасностью шести портов, приобретённых DP World в качестве части сделки с P&O. DP World позже отделил порты, к которым были вопросы.
Будучи несущей выгоду глобальной инициативой, DP World на сегодняшний день является крупнейшим мировым портовым оператором. Компания управляет более чем 77 портами по шести континентам, а обращение с контейнерами генерирует около 80 % её дохода.

## Культурные и гуманитарные проекты
И сам и его дети являются завзятыми любителями традиционных арабских искусств, в том числе, поэзии. Его творчество как поэта известно во всем арабском регионе и за его пределами, сборники стихов и поэм шейха переведены на многие языки.
В 1998 году открыл Центр культурного взаимопонимания имени шейха Мохаммеда (SMCCU), некоммерческую организацию, призванную убрать барьеры между народами различных стран, предоставляя им информацию о культуре, традициях и религии ОАЭ под лозунгом «Открытие дверей открывает и умы».
Одной из последних инициатив правителя Дубая в сфере культуры стало преобразование станций метро Дубая в художественный музей произведений искусств. Проект направлен на популяризацию искусства и творчества среди всех слоев населения ОАЭ, а также на укрепление международного статуса ОАЭ в культурной сфере.

### Премия «Покровитель Искусств»
Награда «Покровитель Искусств» имени Мохаммеда ибн Рашида Аль Мактума была учреждена в марте 2009 года с целью отметить людей и организации, которые внесли существенный вклад в развитие искусства в Дубае.

### «Премия Знаний»
«Премия Знаний» фонда Мохаммеда ибн Рашида Аль Мактума размером в 1 миллион долларов была учреждена 7 декабря 2014 года. Первыми получателями премии стал изобретатель всемирной сети Интернет сэр Тим Бернерс Ли и предприниматель и соучредитель Wikipedia Джимми Уэйлс. Премия была вручена «в знак признания усилий и вклада в сфере распространения знаний по всему миру».

## Глобальные инициативы Мохаммеда ибн Рашида (MBRGI)
Аль Мактум основал Глобальные инициативы Мохаммеда ибн Рашида (MBRGI) в 2015 году, это благотворительная организация, которая содержит под одной крышей 33 разных инициатив и организаций по благотворительности, которые совместно применили более 1400 программ по развитию и вносят вклад для поддержки более 130 миллионов людей в 116 странах в сотрудничестве с более чем 280 стратегическими партнёрами, включая правительственные организации, компании частного экономического сектора, а также региональные и международные организации.
Организация базирует свою работу на пяти основных столпах:
- Гуманитарная помощь и поддержка (такие организации как Международный Гуманитарный район, пищевой банк ОАЭ, благотворительная и гуманитарная организация Мохаммеда ибн Рашида Аль-Мактума, организация по предоставлению воды в ОАЭ и Глобальный центр консультирования по пожертвованиям имени Мохаммеда ибн Рашида), на которую организация потратила 262 миллиона и в которой участвуют 17 миллионов бенефициаров на 2019 год[91];
- Контроль заболеваемости и здравоохранения (Учреждение Нур Дубай, Учреждение Аль Джалиль), потрачено 118 миллионов дирхам ОАЭ на 7,5 миллионов бенефициаров на 2019 год;
- Распространение знаний и образования (Dubai Cares, Библиотека имени Мохаммеда ибн Рашида, Образовательный центр имени Мохаммеда ибн Рашида Аль-Мактума, награда за знания имени Мохаммеда ибн Рашида Аль-Мактума, Образовательный Саммит, Награда за арабский язык имени Мохаммеда ибн Рашида Аль-Мактума,Соревнования по чтению на арабском, Электронная образовательная платформа Мадраса, Цифровая школа), в 2019 году 335 миллионов дирхам ОАЭ были потрачены на 45 миллионов бенефициаров;
- Инновации и предпринимательство (Учреждение по развитию МСП имени Мохаммеда ибн Рашида (Дубайские МСП), Награда имени Мохаммеда ибн Рашида для молодых лидеров в бизнесе, Награда за успехи в бизнесе имени Мохаммеда ибн Рашида Аль-Мактума, Музей Будущего, Инициатива миллиона арабских программистов), на который потрачено 386 миллионов дирхам ОАЭ для 744 000 бенефициаров за 2019 год;
- И сообщества по расширению прав и возможностей (Правительственная школа имени Мохаммеда ибн Рашида, Центр для понимания культуры имени Шейха Мохаммеда, Международный институт толерантности, Арабский медиа форум, арабская награда за журналистику, Саммит арабских инфлюенсеров в медиа-сфере, Международная спортивная конференция в Дубае, Награда за творчество в спорте имени Мохаммеда ибн Рашида Аль-Мактума, Арабский стратегический форум, Центр имени Мохаммеда ибн Рашида для развития лидерских качеств, Арабски создатели надежды, Торговая площадка Ближнего Востока и Награда за толерантность имени Мохаммеда ибн Рашида Аль-Мактума), на которую было потрачено 181 миллион дирхам ОАЭ для 510 000 бенефициаров в 2019.

## Помощь в построении мечети в Нидерландах
В 2000 году Шейх Мохаммед пожертвовал €4 миллиона на сооружение мечети Эсалаам в Роттердаме, в Нидерландах. В июне 2017 года две новые организации присоединились к Глобальным инициативам Мохаммеда ибн Рашида Аль-Мактума в секторе «расширения прав и свобод», названия этих организаций — Международный институт Толерантности и награда за толерантность имени Шейха Мохаммеда ибн Рашида.

## Благотворительная деятельность
Вся семья активно принимает участие в проектах помощи развивающимся странам, таким как Иордания, Египет, Палестина и Йемен. Известен своими благотворительными пожертвованиями. 19 мая 2007 года он объявил о планах пожертвовать 10 миллиардов долларов США для учреждения Фонда Мохаммеда ибн Рашид Аль Мактума, образовательного фонда, ведущего деятельность на Ближнем Востоке. По его словам, эти деньги призваны ликвидировать разрыв в знаниях между арабским регионом и развитым миром.

### Dubai Cares
В сентябре 2007 года с ним была запущена кампания Dubai Cares Архивная копия от 9 сентября 2015 на Wayback Machine с целью привлечь деньги для оплаты образования 1 миллиона детей в бедных странах. Сумма, пожертвованная общественностью в рамках первой кампании 2007 года, превысила 1,65 миллиарда дирхамов (приблизительно 450 миллионов долларов США); Шейх Мохаммед лично увеличил данную сумму до 3,5 миллиардов дирхамов (приблизительно 1 миллиард долларов США).

### Noor Dubai
3 сентября 2008 года начал новую инициативу под названием «Noor Dubai». Инициатива «Noor Dubai» первоначально была призвана обеспечить оказание медицинских услуг одному миллиону людей, страдающих от излечимой слепоты и нарушений зрения в развивающихся странах, однако к 2011 году количество людей, охваченных данным проектом и получивших медицинские услуги, превысило 5,8 миллионов.

### Программа помощи Пакистану
12 января 2011 года, в соответствии с указаниями президента ОАЭ Халифа ибн Зайда Аль Нахайяна и Мохаммеда ибн Рашид Аль Мактума, стартовала Программа помощи Пакистану, призванная оказать содействие народу Пакистана в борьбе с наводнениями. Программа включала в себя строительство и восстановление двух мостов, 52 школ и 7 больниц, а также строительство 64 систем подачи питьевой воды.

### Помощь Афганистану
Призывая США к ограничению вмешательства в дела Афганистана, как в публичных выступлениях, так и в рамках личных встреч с представителями США, пожертвовал 2 миллиона долларов США на строительство временного жилья для лиц, лишившихся жилища в результате бомбардировок США в 2001—2002 годах. На следующий год около 15 000 беженцев были переселены в новое жилье, покинув временные лагеря, организованные на границе Афганистана и Пакистана.

## Личное состояние
Его личное состояние на 2015 год оценивалось более чем в 4 миллиарда долларов.

## Личная жизнь
Женился на своей двоюродной сестре Хинд бинт Мактум Аль Мактум 26 апреля 1979 года. Она стала его старшей женой и родила 12 детей, включая наследного принца Дубая — Хамдана ибн Мохаммед Аль Мактум. Его старший сын умер в сентябре 2015 года, по официальной версии — от сердечного приступа, по другим данным — от обстрела в Йемене.
Среди его младших жён наиболее известна принцесса Хайя бинт аль-Хусейн, дочь короля Хусейна и единокровная сестра короля Иордании Абдаллы II — соответственно, предыдущего и нынешнего королей Иордании, на которой он женился 10 апреля 2004 года. Наследником Дубая считался старший сын — Рашид, а после его отречения — его брат Хамдан. В 2007 году принцесса Хайя бинт аль-Хусейн родила девочку Аль Джалилю, а в январе 2012 года — сына Заида.
В 2022 году, во время бракоразводного процесса с Хайей, департамент по семейным делам Верховного суда Англии и Уэльса постановил, что эмир не будет иметь права существенно влиять на процесс воспитания их двоих детей и встречаться с ними с глаза на глаз из-за того, что он демонстрировал склонность к принуждению и контролю.

## Побег жены и двух дочерей
Летом 2019 года стало известно, что младшая и наиболее известная его жена принцесса Хайя сбежала от мужа в Лондон вместе с детьми. По сообщениям прессы, опасаться за свою жизнь принцесса Хайя стала после того, как Мохаммед заподозрил её в близости с охранником-британцем. Жена шейха боится разделить судьбу своих ранее пропавших падчериц, его дочерей принцесс Латифы и Шамсы, неудачно пытавшихся бежать из Дубая ранее. Во избежание похищения Хайи пользуется услугами частной охранной фирмы. Рассуждая о причинах побега, близкие к ней источники упоминают, что принцессе Хайе стали известны новые тревожные факты, стоящие за возвращением в Дубай дочери шейха Латифы, пытавшейся бежать из Дубая в 2018 году.

Широкую известность получило видео, в котором принцесса Латифа свидетельствует о насилии и пытках в отношении себя и своих родственниц, а также выдвигает другие серьёзные обвинения в адрес своего отца, в том числе обвинения в убийствах: 
«После того, как умер мой дядя, он убил одну из его жен. Он убил её. Все знают об этом. Ту, которая из Марокко. Потому что её поведение было слишком дерзким. Думаю, она просто слишком много говорила, и он чувствовал, что она представляет для него угрозу, поэтому он просто убил её». (на видео: 12.43-13.00) 

## Спортивные интересы
Является значимой фигурой в мировом конном спорте, крупным конезаводчиком и спортсменом-всадником. Шейху принадлежит Darley Stud — один из крупнейших в мире конезаводов по разведению чистокровных лошадей, действующий в нескольких странах, а также Godolphin Racing — одна из лучших частных конюшен скаковых лошадей в мире.
Также является основателем и организатором турнира Dubai World Cup, проходящего на ипподроме Meydan Racecourse. Призовой фонд на 20-м юбилейном Dubai World Cup 28 марта 2015 года составил более 26 миллионов долларов, включая 9 призов по миллиону долларов.
Шейх лично участвует в Дистанционных Конных Пробегах в качестве всадника. В 2012 году, в возрасте 63 лет, стал победителем мировых гонок на выносливость по верховой езде, организуемых Международной Федерацией Конного Спорта (FEI) — Longines FEI World Endurance Championship. Преодолев гоночную трассу длиной в 160 км, он обогнал 152 соперника, представлявших 38 стран мира, и достиг финиша через семь часов после начала гонки. 
Также получил золото в индивидуальных гонках на выносливость на 15-х Азиатских играх в 2006 году; позднее в командном зачете золото в этой же дисциплине досталось команде Рашида, Ахмеда, Мажида и Хамдана Аль Мактумов. Его дочь Майтха приняла участие в летних Олимпийских играх 2008 года в тхэквондо в категории до 67 килограмм, возглавив команду ОАЭ.
В 2006 году в знак признания заслуг Михаэля Шумахера, завершившего спортивную карьеру победной гонкой в Бразилии, шейх подарил автогонщику остров в искусственном архипелаге The World стоимостью 7 млн долларов.